# Basket-ball universitaire sur ABC
ABC a initialement diffusé quelques matchs de basket-ball universitaire de la division I de la NCAA dans les années 1960 et 1970, avant de débuter une diffusion régulière le 18 janvier 1987, avec un match opposant les Tigers de LSU aux Wildcats du Kentucky. À cette époque, CBS et NBC diffusaient également des matchs universitaires, permettant ainsi une couverture étendue du sport sur les trois grands réseaux de télévision.
À la suite de la fusion de la division ABC Sports avec ESPN Inc. par la société mère Disney en 2006, les émissions ont été produites par ESPN, utilisant principalement la marque et les graphiques d'ESPN College Basketball au lieu de la marque College Basketball sur ABC.
Après une interruption de cinq ans, ABC a repris la diffusion du basket-ball universitaire en 2019 avec cinq matchs sur le réseau, et a continué à le faire depuis.

## Aperçu de la couverture pour hommes

### 1962, 1973, 1978
Au cours de la saison 1977-1978, CD Chesley (qui contrôlait à l'époque les droits de l'Atlantic Coast Conference (ACC)) souhaitait que NBC télévise certains matchs de l'ACC dans le cadre de son programme national, comme il l'avait fait les années précédentes. Cependant, NBC souhaitait proposer des jeux intersectionnels. Cette action a grandement bouleversé Chesley, qui a fini par vendre les droits de la finale du tournoi ACC à ABC. ABC téléviserait la finale du tournoi ACC 1978 dans le cadre de Wide World of Sports . Le match, organisé par Jim Lampley et Bill Russell, marquait la première fois que l'équipe de basket-ball des Blue Devils de l'Université Duke jouait à la télévision nationale.

### 1987-2014
Lorsque la couverture d'ABC   a commencé en 1987,,, le réseau couvrait principalement , les conférences Big Ten, Big 8  et Pac-10. En 1991 (à l’époque où NBC supprimait progressivement sa propre couverture du basket-ball universitaire), ABC a intensifié sa couverture du basket-ball dans le but de combler le vide,. En conséquence, le réseau a également commencé à couvrir des matchs axés sur les équipes de l'Atlantic Coast Conference (ACC) et de la Southeastern Conference (SEC). Sinon, c’était essentiellement un méli-mélo considérable avec un match ACC une semaine, ou un match Pac-10 ou Big 10 la semaine suivante. Les matchs diffusés étaient un mélange de confrontations de conférence même après le changement de marque ESPN sur ABC, les confrontations SEC et Big East étant parfois diffusées aux côtés de fréquents confrontations ACC, Big 12 et Pac-10.
Les émissions de début de saison régulière d'ABC étaient, pour la plupart, techniquement des achats de temps auprès d'organisations telles que Raycom,,, (surtout vers 1990-1991) ou le réseau sœur ESPN. En retour, c'était un moyen d'éviter les contrats syndicaux qui exigeaient que 100 % des émissions du réseau fassent appel à du personnel d'équipe qui était membre du syndicat du réseau. Au début des années 1990, Raycom a payé à ABC 1,8 million de dollars pour six semaines de diffusion sur le réseau de 26 matchs régionaux. Ce format permettait à Raycom de contrôler les matchs et de vendre la publicité.
Pendant la saison 1987-1988, ABC n'a diffusé aucun match de basket-ball universitaire au cours des trois derniers week-ends de février en raison de la couverture par le réseau des Jeux olympiques d'hiver. Comme mentionné précédemment, la couverture médiatique par ABC a connu une augmentation régulière au début des années 1990 ; au cours de la saison 1991-1992, ABC diffusait des matchs régionaux dans de nombreux créneaux horaires le samedi et le dimanche après-midi. En 1997, le sponsor principal d'ABC était Paine Webber.
À partir de 1997,,, la couverture du PGA Tour a limité le nombre de jeux diffusés par le réseau ; cette tendance a persisté jusqu'en 2006. La couverture de la NBA a également réduit la diffusion du basket-ball universitaire sur le réseau lorsque ABC Sports a acquis les droits de diffusion de la ligue (grâce à un accord de production avec ESPN) à partir de 2002. À partir de la saison 2007, tous les jeux ont été rebaptisés dans le cadre de l'intégration d'ABC Sports dans ESPN en ESPN sur ABC (ce qui signifie que toutes les émissions sportives sur ABC présenteraient exclusivement les graphismes, la musique et les annonceurs d'ESPN), et les matchs du dimanche ont été interrompus. De 2007 à 2009, tous les matchs commençaient à 15h30 (13h00, heure de l'Est), ce qui représentait un changement par rapport aux heures de diffusion différentes qui étaient attribuées aux retransmissions des matchs.
De 2010 à 2013, ABC a diffusé les demi-finales et finales du tournoi de basket-ball masculin SEC . En 2014, ABC n'a diffusé que la demi-finale du tournoi.

### 2019-2022
Pour la première fois depuis 2009, ABC a repris la diffusion de matchs de basket-ball universitaire de saison régulière en 2019. Le réseau a diffusé cinq matchs, commençant le 8 décembre lorsque les Longhorns du Texas ont affronté les Aggies de Texas A&M, et a progressivement augmenté le nombre de diffusions depuis lors.
En 2022, le nombre de matchs de basket-ball universitaire diffusés sur ABC a été réduit en raison de la couverture de la XFL par ABC,. En 2023, ABC ne diffusera pas de matchs de basket-ball universitaire masculin pour la première fois depuis la saison 2018-2019, bien que la diffusion des matchs de basket-ball universitaire féminin se poursuivra sur le réseau.

## Aperçu de la couverture des femmes
À partir du tournoi de basket-ball féminin de la Division I de la NCAA 2021, certains matchs de basket-ball universitaire féminin ont également été diffusés sur ABC. En décembre 2021, le premier match de basket-ball universitaire féminin de saison régulière a été diffusé sur ABC. Pour le tournoi de basket-ball féminin de la Division I de la NCAA 2022, ABC diffuse également la finale du tournoi, ainsi que certains matchs du week-end du tournoi.

## Commentateurs
Actuellement, Dan Shulman et Jay Bilas sont la principale équipe d'annonce pour le basket-ball universitaire masculin, tandis que Beth Mowins et Rebecca Lobo sont la principale équipe d'annonce pour le basket-ball universitaire féminin, Ryan Ruocco rejoignant Lobo pendant le tournoi de la NCAA.
Dans les premières années de la couverture régulière du basket-ball universitaire par ABC, l'équipe d'annonce principale était composée de Keith Jackson, et Dick Vitale, avec Gary Bender, en tant qu'annonceur secondaire par jeu derrière Jackson. Pendant cette période, Al Michaels  commentait des matchs régionaux.
Lorsque Brent Musburger est arrivé de CBS à la fin des années 1990, il a commencé à collaborer avec Dick Vitale dans l'équipe principale d'ABC. Jim Valvano a fourni des commentaires en couleur sur des matchs pour ABC pendant quelques années jusqu'à sa tragique disparition en 1993. Vitale et Valvano ont été associés en tant que co-analystes sur les émissions de basket-ball universitaire d'ABC à plusieurs reprises au cours de la saison 1991-1992. Pendant la saison 1992-1993, Terry Gannon a remplacé Valvano pour certains matchs, alors que ce dernier luttait contre un cancer qui a finalement entraîné sa mort en avril 1993.
Steve Lavin a remplacé Dick Vitale en tant qu'analyste principal à partir de 2005, alors que Vitale se consacrait au jeu de démonstration hebdomadaire aux heures de grande écoute ESPN. De 2010 à 2014, lorsque ABC diffusait exclusivement le tournoi de basket-ball masculin de la SEC, Brad Nessler et Jimmy Dykes formaient l'équipe de diffusion. Lorsque le basket-ball universitaire est revenu sur ABC au cours de la saison 2019-2020, divers analystes d'ESPN College Basketball ont été utilisés, dont Dick Vitale.

## Voir également
- ESPN sur ABC
- Le basket-ball universitaire masculin à la télévision
- Basket-ball universitaire sur ESPN